# 莫伊德莱讷
莫伊德莱讷（法語：Moÿ-de-l'Aisne，法語發音：[mɔi də lɛn] ⓘ）是法国上法蘭西大區埃纳省的一个市镇，属于圣康坦区。

## 地理
莫伊德莱讷（49°45'9"N, 3°21'45"E）面积6.26 平方千米，位于法国上法蘭西大區埃纳省，该省份为法国北部内陆省份，北起北部省，西接索姆省和瓦兹省，东临阿登省和马恩省，西南至塞纳-马恩省，东北部与比利时接壤。
与莫伊德莱讷接壤的市镇（或旧市镇、城区）包括：阿兰库尔、伯奈、布里赛-舒瓦尼、布里西-阿梅日库尔、瑟里济、旺德伊。

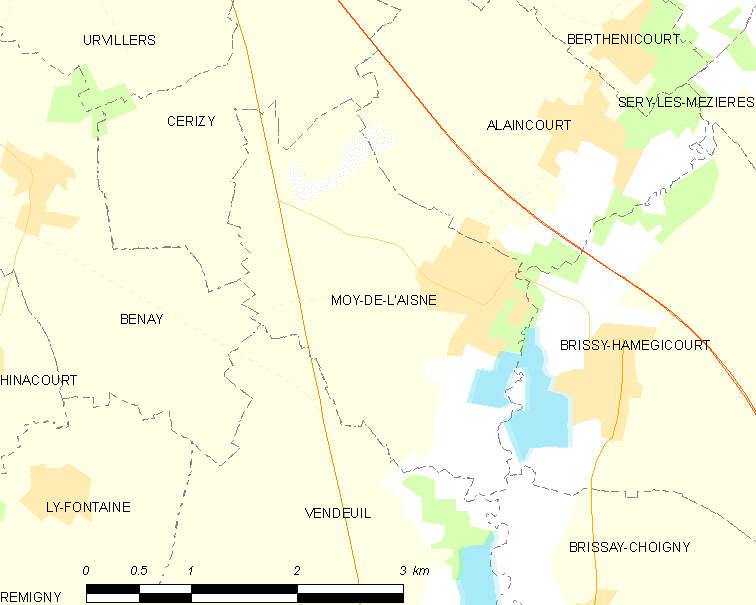
莫伊德莱讷的OSM定位图

莫伊德莱讷的时区为UTC+01:00、UTC+02:00（夏令时）。

## 行政
莫伊德莱讷的邮政编码为02610，INSEE市镇编码为02532。

## 政治
莫伊德莱讷所属的省级选区为里布蒙县。

## 人口

1962-2008年间莫伊德莱讷人口变化图示

莫伊德莱讷于2022年1月1日时的人口数量为986人。